# اندیس سرب حسینا
سرب حسینا یک اندیس فلزی است که در حوالی شهر دوزین استان گلستان قرار دارد و مادهٔ معدنی موجود در آن، سرب است.سنگ میزبان این اندیس سنگ آهک - دولومیت است و دیرینگی آن به دوران دونین می‌رسد. در این اندیس، پاراژنز‌های کلسیت - الیژیست یافت می‌شوند.